# La Passion d'Augustine
Pour plus de détails, voir Fiche technique et Distribution.
La Passion d'Augustine est un film québécois de Léa Pool sorti en 2015.

## Synopsis
Dans les années 1960, Mère Augustine dirige un couvent catholique québécois qui abrite une école de jeunes filles. Passionnée de musique, elle a donné aux cours de musique une grande place dans l'enseignement des pensionnaires. Le calme du pensionnat est soudainement brisé par l'arrivée en cours d'année de la nièce de Mère Augustine, Alice Champagne, une pianiste brillante mais une élève turbulente. Et, pour ne rien arranger, le pensionnat est menacé par l'ouverture au Québec de nombreuses écoles publiques gratuites.  Mais les sœurs ne comptent pas rester oisives face à la situation...

## Fiche technique
- Titre original : La Passion d'Augustine
- Réalisation : Léa Pool
- Scénario : Marie Vien (idée originale et dialogues) et Léa Pool
- Musique originale : François Dompierre
- Direction artistique : Patrice Bengle
- Costumier : Michèle Hamel
- Maquillage : Diane Simard
- Coiffure : Martin Lapointe
- Photographie : Daniel Jobin
- Son : Thierry Moorlass-Lurbe, Claude Beaugrand, Luc Boudrias
- Montage : Michel Arcand
- Production : Lyse Lafontaine et François Tremblay
- Société de production : Lyla Films
- Direction de production : Hélène Ross
- Direction de post-production : Pierre Thériault
- Société de distribution : Les Films Christal
- Pays de production :  Canada
- Langue originale : français
- Format : couleur (Technicolor)
- Genre : drame
- Durée : 103 minutes

- Dates de sortie :
  - Canada : 17 mars 2015 (première au cinéma Impérial à Montréal)[1]
  - Canada : 20 mars 2015 (sortie en salle au Québec)
  - Corée du Sud : 2 mai 2015 (Festival international du film de Jeonju)
  - États-Unis : 23 mai 2015 (Festival international du film de Seattle)[2]
  - Canada : 23 juin 2015 (DVD)
  - France : 26 août 2015 (Festival du film francophone d'Angoulême)[3]
  - Suisse : 27 septembre 2015 (Festival du film de Zurich)
  - Allemagne : 9 octobre 2015 (Festival international du film de Mannheim-Heidelberg)
  - France : 30 mars 2016 (sortie en salle)

## Distribution
- Céline Bonnier : Mère Augustine / Simone Beaulieu
- Lysandre Ménard : Alice Champagne
- Diane Lavallée : Sœur Lise
- Valérie Blais : Sœur Claude
- Pierrette Robitaille : Sœur Onésime
- Marie Tifo : la Mère Générale
- Marie-France Lambert : Madame Thompson
- Andrée Lachapelle : Mère Marie-Stéphane
- Maude Guérin : Marguerite
- Élizabeth Tremblay-Gagnon : Suzanne Gauthier
- Yogane Lacombe : Marie-Louise
- Tiffany Montambault : Carole Lepage
- Anne-Élisabeth Bossé : Sœur Huguette
- Danielle Fichaud : Sœur Saint-Donat
- Gilbert Sicotte : l'aumônier
- Richard Thériault : le sous-ministre
- Joël Marin : l'évaluateur
- Mireille Jodoin : Mère Couventine
- Laurie Fortin-Babin : Simone (jeune)
- Nico Racicot : Sergei Berkovich
- Olivia Palacci : Sœur Saint-Étienne
- Émie Labranche : pianiste Émie

## Récompenses
- Festival du film francophone d'Angoulême 2015 : Valois du public[4]
- Gala du cinéma québécois 2016[5] :
  - Meilleur film
  - Meilleure réalisation pour Léa Pool
  - Meilleure actrice pour Céline Bonnier
  - Meilleure actrice de soutien pour Diane Lavallée
  - Meilleurs costumes pour Michèle Hamel
  - Meilleure coiffure pour Martin Lapointe

## Nominations
- Gala du cinéma québécois 2016 :
  - Meilleure actrice de soutien pour Lysandre Ménard
  - Meilleur scénario pour Marie Vien et Léa Pool
  - Meilleure direction artistique pour Patrice Bengle
  - Meilleure direction de la photographie pour Daniel Jobin
  - Billet d'or Cineplex
  - Film s'étant le plus illustré à l'extérieur du Québec